# Juan Valera (futebolista)
Juan Valera Espín é um jogador de futebol espanhol que atualmente defende o Getafe, joga na posição de meio-campista.